# Madame de Staël
Anne Louise Germaine de Staël-Holstein báróné, Madame de Staël (született: Necker, Párizs, 1766. április 22. – Párizs, 1817. július 14.) korának egyik leghíresebb francia írónője.

## Élete
Szüleit szoros szálak kötötték a királyi udvarhoz. Édesapja Jacques Necker volt, XVI. Lajos hírneves pénzügyminisztere, édesanyja Suzanne Curchod, egy lausanne-i protestáns lelkész leánya.
Már kora gyermekkorától magas szintű oktatásban részesült. Az apai házba sok irodalmi kitűnőség volt bejáratos, akik korán fejlesztően hatottak Germaine zseniális lelkére. Korán lehetősége nyílt arra, hogy anyja szalonjában megismertesse magát, mi több, elismertté is vált. 1786-ban Eric Magnus de Staël von Holsteinhez, Svédország párizsi nagykövetéhez ment feleségül. 1788-ban férje bárói rangot kapott. Öt gyermekük született:
- Gustava Sofia Magdalena (*/† 1787), kisgyermekként meghalt,
- Gustava Hedvig (*/† 1789), kisgyermekként meghalt,
- Ludvig August (Louis-Auguste), (1790–1827), aki 1827-ben Adèle Vernet-t vette feleségül,
- Mattias Albrekt (1792–1813), lovastiszt, Mecklenburgban egy párbajban megölték,
- Hedvig Gustava Albertina (Albertine) (1797–1838), aki 1816-ban Pisában feleségül ment Victor de Broglie herceghez (1785–1870), aki később, a júliusi forradalom után Franciaország államtanácsának elnöke és külügyminiszter lett.

Házassága után Germaine a Rue du Bacra utcában szalont nyitott. Nagy bámulója és szorgalmas olvasója volt Rousseau-nak, aki irodalmi munkásságára nagy hatással volt, és akiről már 22 éves korában lelkes könyvet is írt: Lettres sur les ouvrages et le caractère de J. J. Rousseau (2. kiad. Párizs, 1789) címmel. Élénk részt vett a forradalmat elősegítő irodalmi mozgalmakban is; csak halála után megjelent: Considérations sur les principaux événements de la révolution française (3 kötet, 1818 és több ízben) című könyve mutatja, hogy utóbb az angol alkotmányforma elveihez tért meg.
A jakobinusok rémuralma idején egy ideig még Párizsban maradt. Később, amikor halálos veszély fenyegette, apjához menekült Coppet-ba, a Genfi-tó mellé. Innen Angliába ment, ahol a letartóztatott Mária Antoinette királyné érdekében Réflexions sur les procès de la reine par une femme című könyvét (Párizs, 1798) írta. Robespierre bukása után adták ki: Réflexions sur la paix, adressées a M. Pitt et aux Français (uo. 1794) és Réflexions sur la paix intérieure (uo. 1795) című műveit. Mikor Svédország elismerte a Francia Köztársaságot, férjével együtt visszajött Párizsba, ahol a Cercle Constitutionnel tagjaival szoros összeköttetésbe lépett. Nemsokára megjelent két nevezetes munkája: De l’influence des passions sur le bonheur des individus et des nations (Lausanne és Párizs, 1796) és De la littérature considérée dans ses rapports avec les institutions sociales (2 kötet, uo. 1796), amelyekben a fejtegetett eszmék révén a romanticizmus előharcosának mutatkozik. 1796-ban találkozott először Napoléon Bonaparte tábornokkal, akinek jelleme lenyűgözte, ám a tábornok ellenszenves politikája Napóleon ellenségévé tette. Bár elvált urától, 1798-ban, amikor súlyos betegségbe esett, mégis elkísérte őt Svájcba. (Eric Magnus de Staël-Holstein báró 1802. május 9-én halt meg Poligny-ben).
Staël asszony szellemének szabad röpte nem tetszett Napóleonnak, aki több ízben hiába kísérelte meg a vele való politikai kiegyezést. Nevezetes Staël két idealisztikus irányú regénye: Delphine (4 köt., Genf, 1802) és Corinne, ou l’Italie (2 kötet, Párizs, 1807). Az özvegy Madame de Staël egy évig August Wilhelm Schlegel német íróval Weimarban és Berlinben tartózkodott. Útjának eredménye lett De l’Allemagne című műve, amely a németek szellemi haladásának bemutatásával nagyon hatott a franciákra. Napóleon a könyvet a rendőrség útján lefoglaltatta, ezért az csak 1813-ban jelenhetett meg Londonban.

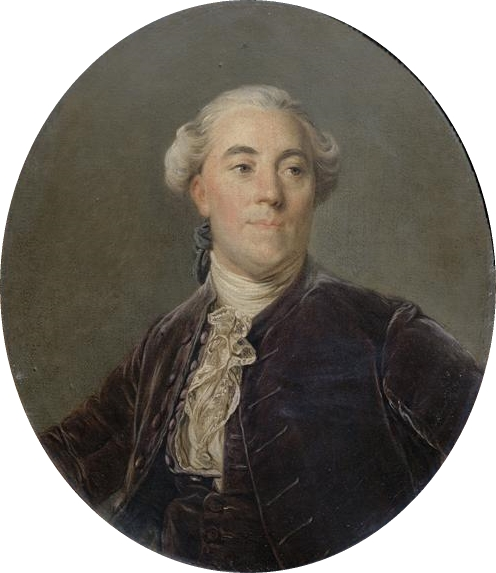
Apja, Jacques Necker
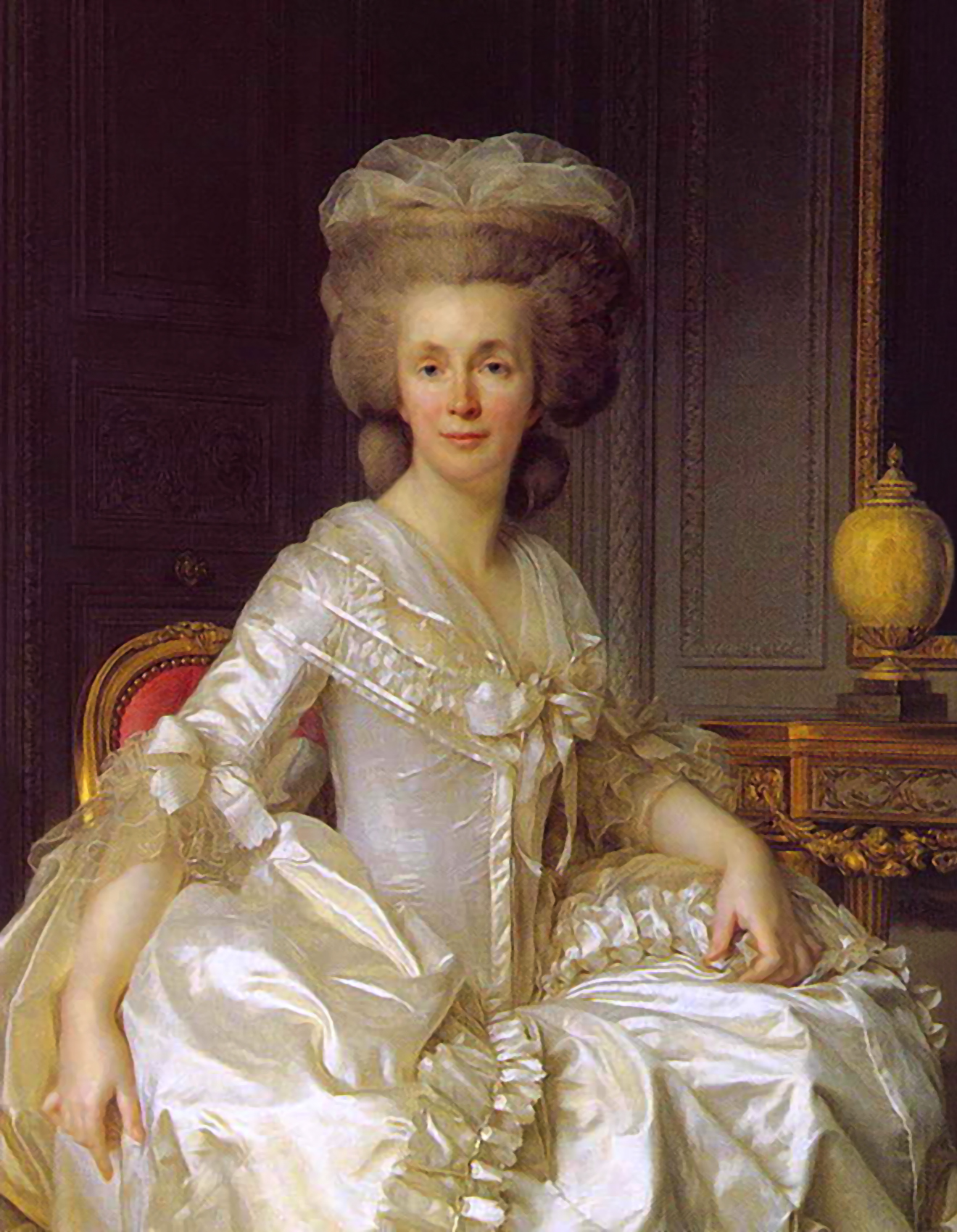
Anyja, Suzanne Curchod
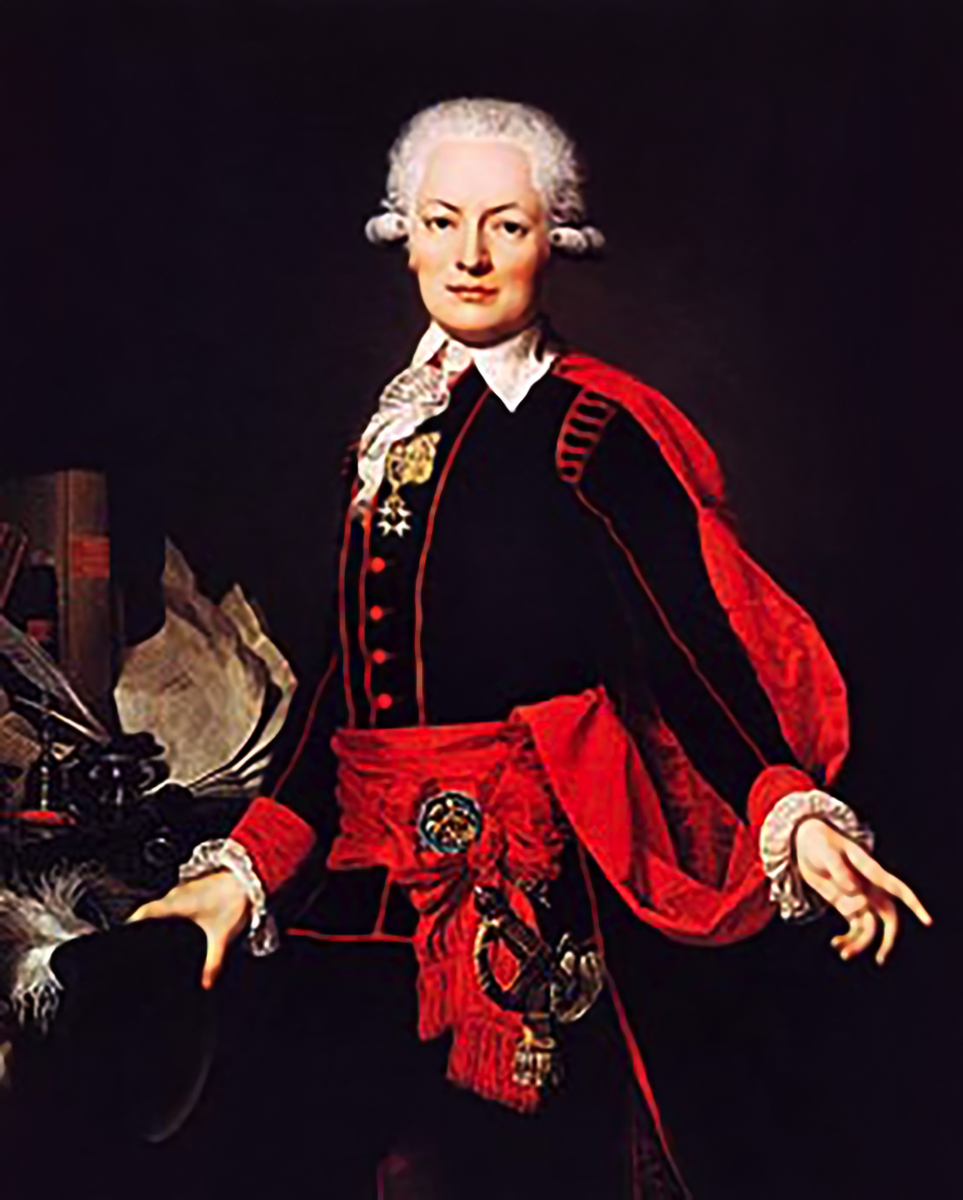
Férje, Erik Magnus Staël von Holstein báró
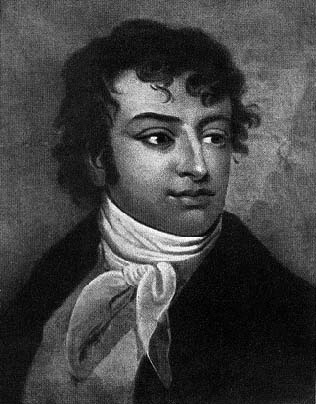
August Wilhelm Schlegel
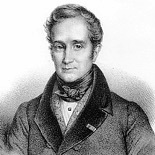
Veje, Victor de Broglie herceg

Madame de Staël rövid ideig (1806) Franciaországban, Bécsben (1807) és Coppet-ban tartózkodása után hiába tett kísérletet arra, hogy Franciaországban maradhasson, mert Napóleon császár újabb száműzetési parancsot adott ki ellene.
1812 tavaszán Staël Coppetből Bécsbe menekült, innen Moszkvába és Szentpétervárra, majd Svédországba ment, mivel legkisebbik fia, Albert egy Mecklenburgban vívott párbajban elesett. Svédországban írta: Dix années d’exil (Párizs, 1821) és Réflexions sur le suicide (London, 1813) című műveit. Napóleon császár bukása után Madame de Staël többnyire Párizsban élt. Legkisebbik leányát, Hedvig Gustava Albertinát 1816-ban Victor de Broglie herceghez adta nőül, aki később, 1835-ben Franciaország államtanácsának elnöke és külügyminiszter lett. Később ő maga is második házasságra kelt egy francia szolgálatban álló olasz tiszttel, Roccával, de ezt titokban tartotta, mert a Staël névről és a bárónéi rangról nem akart lemondani. Életének utolsó tíz évében írta Considérations sur la révolution française (3 kötet, Párizs, 1818) című munkáját. 1817. február 21-én agyvérzést kapott, majd hosszas kínok után meghalt. Összes műveit (17 kötet, uo. 1820–1821) idősebb fia adta ki, Necker de Saussure életrajzi adataival.

## Művei
- L’Allemagne
- Az irodalomról
- Delphine
- Corinne

### Magyarul
- A szenvedélyek hatásáról az egyének és a nemzetek boldogságára; ford., jegyz. Kovács Eszter; Gondolat, Bp., 2020 (Észlelet)